# Atlético Madrid Femenino
Atlético Madrid Femenino is het dameselftal van Atlético Madrid. Het team speelt in de Primera División Femenina. Thuiswedstrijden worden afgewerkt in het Ciudad Deportiva in Alcalá de Henares.

## Geschiedenis
Het eerste dameselftal van Atlético Madrid bestond van 1989 tot 1992 en dit team werd in 1990 landskampioen. In 2001 werd opnieuw een dameselftal opgericht. Het team begon op regionaal niveau en na enkele promoties komt het sinds 2006 uit in de Primera División Femenina. Na enkele seizoenen in de subtop behaalde Atlético Madrid in 2015 de tweede plaats. In het volgende seizoen debuteerde het team in de UEFA Women's Champions League. In 2016 werd met de Copa de la Reina de eerste hoofdprijs gewonnen, door met 3-2 te winnen van FC Barcelona Femení in de finale. In 2017 werd Atlético Madrid voor het eerst landskampioen en de titel werd in 2018 en 2019 geprolongeerd. De thuiswedstrijd tegen FC Barcelona in maart 2019 werd gespeeld in het Wanda Metropolitano en leverde met 60.739 toeschouwers een Europees record in het vrouwenvoetbal op.

## Prijzenlijst
- Primera División: 4

1989/90 (als Atlético Villa de Madrid), 2016/17, 2017/18, 2018/19
- Copa de la Reina: 1

2015/16
- Supercopa de España: 1

2020/21

## Bekende (oud-)spelers
- Sonia Bermúdez (2015-2018)
- Marta Corredera (2016-2018)
- Olga García (2018-2020)
- Jennifer Hermoso (2006-2010, 2018-2019)
- Sari van Veenendaal (2019-2020)